# Грибово (Новоржевский район)
Грибово — деревня в Новоржевском районе Псковской области. Входила в состав Оршанской волости. С 2015 года после упразднения Оршанской волости деревня включена в состав Вехнянской волости
Расположена в 6 км к юго-западу от города Новоржев.
Численность населения по состоянию на 2000 год составляет 35 человек.